# 隆卡維察鄉 (圖爾恰縣)
45°17′N 28°16′E / 45.283°N 28.267°E
隆卡維察鄉（羅馬尼亞語：Comuna Luncavița, Tulcea），是羅馬尼亞的鄉份，位於該國東南部，由圖爾恰縣負責管轄，面積134平方公里，海拔高度20米，2002年人口4,612，人口密度每平方公里34人。